# حزب الخضر الديمقراطي (رواندا)
حزب الخضر الديمقراطي الرواندي هو حزب خضر في رواندا.

## تاريخ
تأسس الحزب بتاريخ 14 أغسطس عام 2009 وسعى للمنافسة في الانتخابات الرئاسية الرواندية 2010. إلّا أنه منع من التسجيل لدى الحكومة. عُثِر على نائب رئيس الحزب أندريه كاغوا رويسيريكا مقطوع الرأس خلال الحملة الانتخابية.
تم تسجيل الحزب في شهر أغسطس من عام 2013 ولكن بعد فوات الأوان لخوض الانتخابات البرلمانية لعام 2013.

## وصلات خارجية
- الموقع الرسمي